# 沃尼斯
沃尼斯（法語：Venise，法語發音：[vəniz]）是法国杜省的一个市镇，属于贝桑松区。

## 地理
沃尼斯（47°20'48"N, 6°6'29"E）面积6.18 平方千米，位于法国勃艮第-弗朗什-孔泰大區杜省，该省份为法国东部内陆省份，北起上索恩省，西接汝拉省，东部及东南部与瑞士接壤，东北部与贝尔福地区省接壤。
与沃尼斯接壤的市镇（或旧市镇、城区）包括：尚普、蒙塞、帕利斯、维埃耶、马尔绍-绍德方丹。

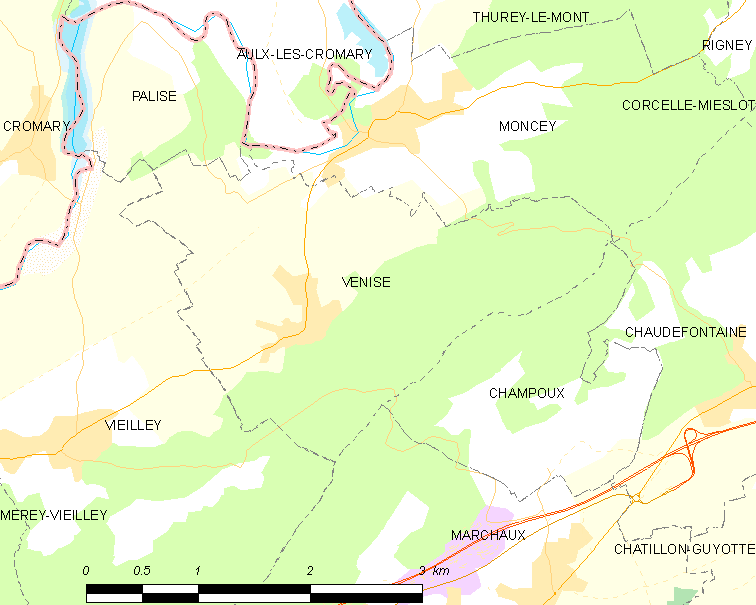
沃尼斯的OSM定位图

沃尼斯的时区为UTC+01:00、UTC+02:00（夏令时）。

## 行政
沃尼斯的邮政编码为25870，INSEE市镇编码为25598。

## 政治
沃尼斯所属的省级选区为博姆莱达姆县。

## 人口

1962-2008年间沃尼斯人口变化图示

沃尼斯于2022年1月1日时的人口数量为518人。